# Karoševina
Karoševina (en serbe cyrillique : Карошевина) est un village de Serbie situé dans la municipalité de Prijepolje, district de Zlatibor. Au recensement de 2011, il comptait 158 habitants.

## Démographie
| 1948 | 1953 | 1961 | 1971 | 1981 | 1991 | 2002 | 2011 |
| ---- | ---- | ---- | ---- | ---- | ---- | ---- | ---- |
| 302  | 345  | 373  | 309  | 254  | 124  | 199  | 158  |

|  |